# Good Life (песня OneRepublic)
«Good Life» — четвёртый сингл американской группы OneRepublic из их второго студийного альбома Waking Up. Песня была использована Google в видео-обзоре компанией 2010 года. Песня использована в трейлерах фильмов «Ешь, молись, люби» и «Один день», в фильме «Отличница лёгкого поведения» и эпизодах сериалов «Город хищниц», «До смерти красива», «Холм одного дерева» и «Копы-новобранцы».

## Информация о песне
Песня стала второй композицией группы после их дебютного сингла «Apologize», вошедшей в топ-10 хит-парада Billboard Hot 100. Солист группы Райан Теддер охарактеризовал эту песню как одну из самых запоминающихся в их творчестве. Видеоклип к песне был снят в горной долине в Колорадо; в нём использован эффект винтажной съёмки и различные символы.

## Позиции в чартах
| Чарт (2010-11)                      | Лучший результат |
| ----------------------------------- | ---------------- |
| Австрия (Ö3 Austria Top 40)         | 9                |
| Канада (Billboard Canadian Hot 100) | 22               |
| Германия (GfK)                      | 19               |
| German Airplay Chart                | 1                |
| Новая Зеландия (Recorded Music NZ)  | 22               |
| Швейцария (Schweizer Hitparade)     | 14               |
| США (Billboard Hot 100)             | 9                |
| Pop Songs (Billboard)               | 13               |
| Adult Top 40 (Billboard)            | 5                |